# Liste von Kocatepe-Moscheen
Kocatepe-Moschee (türkisch Kocatepe Camii) ist der Name folgender Moscheen:
- Kocatepe-Moschee, Ankara, Türkei
- Kocatepe-Moschee Aschaffenburg, Bayern, DITIB,
- Kocatepe-Moschee Bergedorf, Hamburg, DITIB,
- Kocatepe-Moschee Garbsen, bei Hannover, Niedersachsen, DITIB,
- Kocatepe-Moschee Ingolstadt, Bayern, DITIB,
- Kocatepe-Moschee Moers, Meerbeck bei Moers, Nordrhein-Westfalen, DITIB,
- Kocatepe-Moschee Oggersheim, bei Ludwigshafen, Rheinland-Pfalz, DITIB,
- Kocatepe-Moschee Völklingen, Saarland, DITIB
- Kocatepe-Moschee Völklingen, Floridsdorf, Wien
- Kocatepe-Moschee Winnenden, Baden-Württemberg, DITIB